# IEEE Computer Society
Az IEEE Computer Society az IEEE (Institute of Electrical and Electronics Engineers, eredetileg villamosmérnököket egyesítő nemzetközi szervezet) legnagyobb létszámmal és szakmai súllyal bíró, legrégebben alakult, önálló vezetéssel és székhellyel rendelkező, hivatásos informatikusokat tömörítő tagegyesülete.
A világ hivatásos informatikusainak vezető szakmai szolgáltatójaként a Társaság tevékenysége földrajzilag is világméretű. Központja Washington D.C., további irodái: Los Alamos, Brüsszel, Tokió. A kilencvenes évek végén már központtal rendelkezett Budapesten, Moszkvában és Pekingben is.
Az IEEE Computer Society küldetése: tudományos és ismeretterjesztő programjaival, szakmai rendezvényeivel és kiadványaival az informatika elmélet és gyakorlat, a számítógépes alkalmazás fejlődésének és e fejlődést biztosító informatikus társadalomnak a lehető legmagasabb szakmai színvonalú szolgálata.
Az IEEE Computer Society tevékenységének magas szakmai színvonalát tagjainak összetétele és szakmai végzettsége is indokolja és biztosítja. Tagjainak kb. 70%-a rendelkezik tudományos fokozattal, és a tudomány legújabb eredményeinek létrehozásában mindig aktívan közreműködő diák tagjai is vannak (kb. 10%). A tagok, foglalkozáson alapuló, szakterületi megoszlása reprezentálja az informatikai tudományok és alkalmazás valamennyi részterületét.
Az IEEE Computer Society szakmai tevékenységének összefoglalása címszavakban:
- Szakmai információk terjesztése.
- Rendszeres és eseti kiadványok, könyvek, konferenciakiadványok, WWW és CD-ROM.
- Szakmai eszmecserék.
- Szakmai rendezvények (konferencia, tutoriál, szakmai nap, szeminárium, kiállítás), állandó munkacsoportok, szakmai bizottságok, helyi csoportok.
- Irányadás és részvétel tantervek kidolgozásában, diplomatervek meghatározásában, akkreditációs tevékenységek.
- Szakmai esély biztosítása a jövőben vezető beosztásban dolgozni kívánó szakemberek számára.

A Társaság tevékenységét jellemző néhány adat:
- Tagok létszáma: ~ 100 000 fő
- Rendezvények: 140 konferencia, összesen ~ 30 000 résztvevő,
- 40 szakmai bizottság (tagok száma 400-10 000 között változik)
- 200 munkabizottság
- 150 helyi csoport
- 300 diákcsoport
- Kiadványok: 10 új szakkönyv, 12 újra kiadott szakkönyv, 142 konferencia kiadvány
- Folyóiratok: Computer, Computing in Science and Engineering, Computational Science and Engineering, Computer Graphics and Applications, Concurrrency, Design and Test of Computers, Intelligent Systems, Internet Computing, IT Professional, Micro, MultiMedia, Parallel and Distributed Systems, Pattern Analysis and Machine Intelligence, Software, Visualization and Computer Graphics, VLSI Systems.

## Külső hivatkozások
- IEEE
- Története